# Andrea Bagney
Andrea Bagney est une réalisatrice espagnole née en 1986 à Madrid.

## Biographie
Andrea Bagney étudie à Londres (histoire et science politique) avant de réaliser au Qatar en 2013 un court métrage autoproduit, Max : A Doha Story.
Elle tourne en 2021 son premier long métrage, Ramona fait son cinéma, présenté en juillet 2022 au Festival international du film de Karlovy Vary et en janvier 2023 au Festival Premiers Plans d'Angers.

## Filmographie

### Court métrage
- 2013 : Max : A Doha Story

#### Long métrage
- 2022 : Ramona fait son cinéma